# GPS diferencial

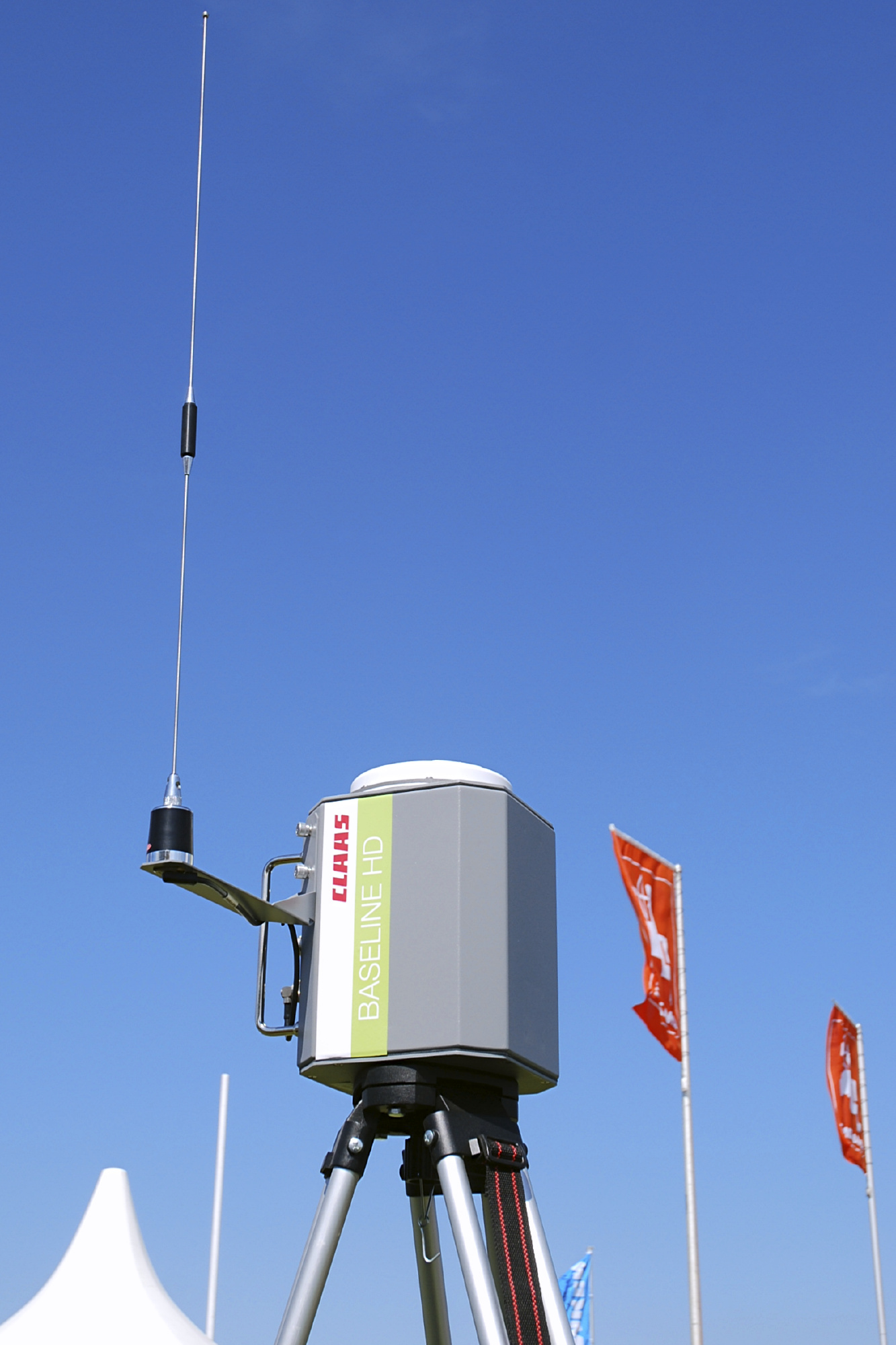
Estación de referencia transportable para DGPS.

GPS diferencial (en inglés DGPS -Differential Global Positioning System) es una técnica de posicionamiento relativo basada en la corrección de la información obtenida por un receptor GPS mediante el uso de los datos de uno o más receptores GPS fijos (llamados estación de referencia o monitoreada).
Una estación de referencia es un receptor GPS con una posición previamente conocida con alta precisión: este receptor obtiene las señales de los satélites y calcula su posición (como un receptor ordinario), pero compara esta posición calculada con su posición previamente conocida. Esta diferencia de posición y otros datos son enviados al receptor del usuario para que pueda hacer sus correcciones.
Se debe considerar que los receptores DGPS deben contar con un software específico para el cálculo de la posición corregida y un sistema de telecomunicaciones para la transmisión de datos.

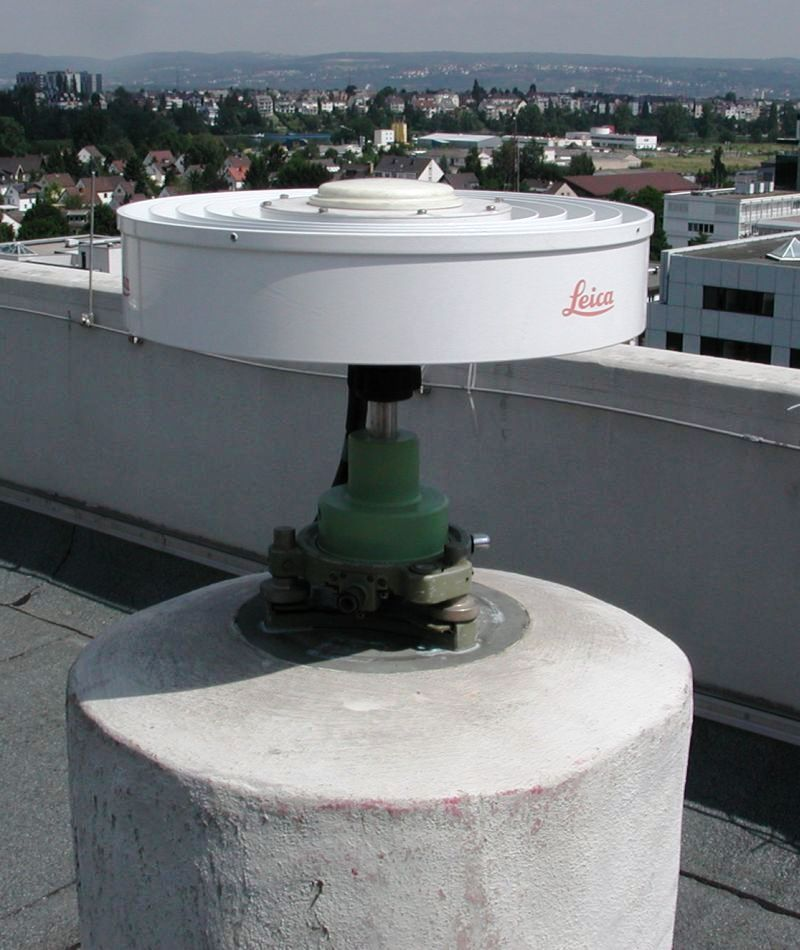
Estación Leica de referencia DGPS.

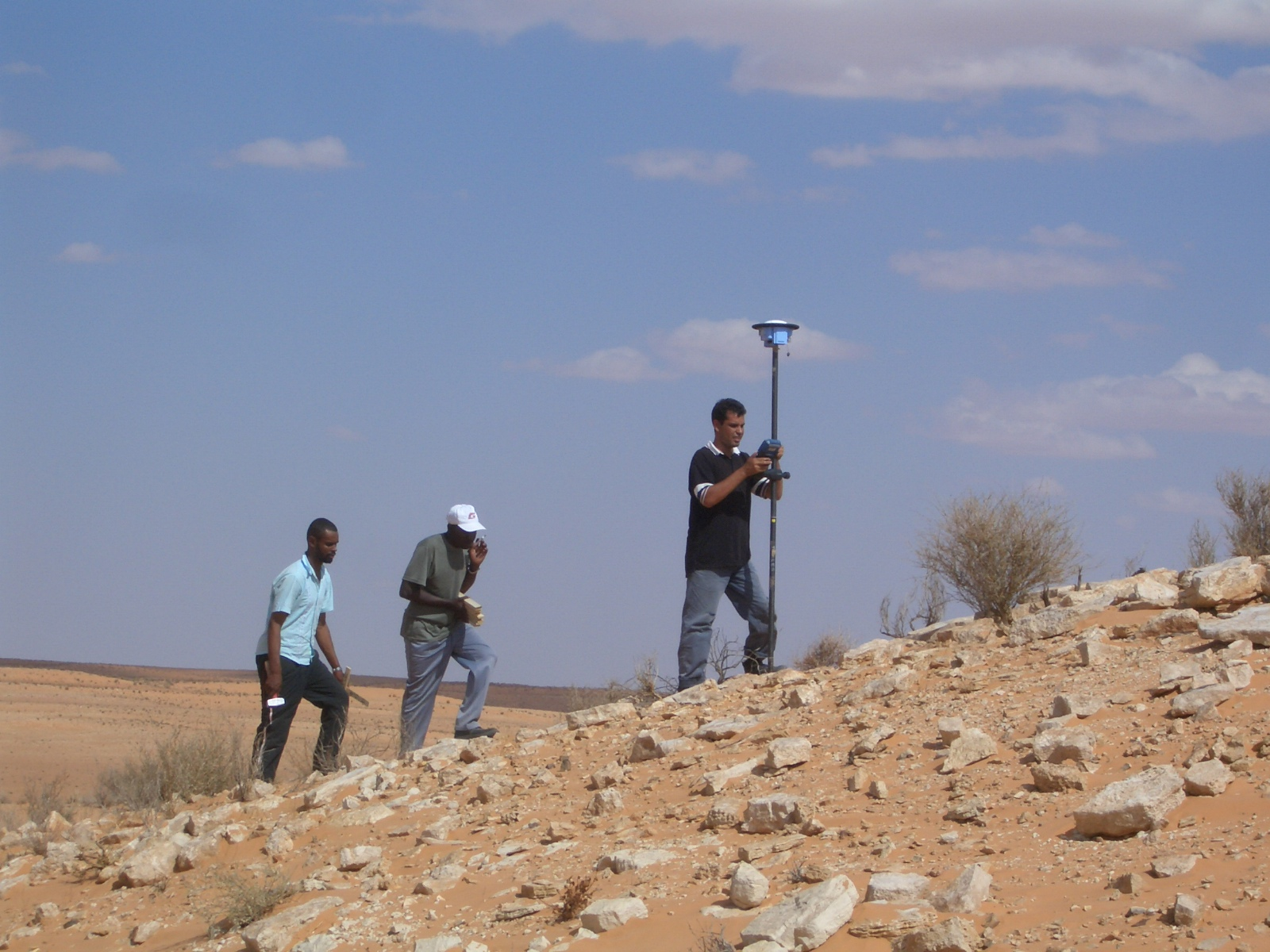
Equipo de campo realizando levantamiento de información sísmica usando un receptor GPS Navcom SF-2040G StarFire montado sobre un mástil.

## Histórico
Para evitar ser utilizada por los enemigos estadounidenses, la tecnología GPS se desarrolló inicialmente con un error deliberado (llamado  Disponibilidad Selectiva - SA) que provocó una variación en la posición planimétrica de ~100 metros para los receptores civiles Los receptores militares de EE. UU. no estaban sujetos a este error). Este error impidió el desarrollo de varias actividades generales que demandan un posicionamiento de alta calidad (por ejemplo, la agricultura de alta precisión), por lo que se propusieron diferentes técnicas para minimizar sus efectos, entre las que destaca el DGPS. SA fue suspendida en el 1 de mayo de 2000, pero se siguieron utilizando técnicas como DGPS: DGPS es una técnica que todavía ofrece una mejor calidad de posicionamiento que el posicionamiento utilizando exclusivamente datos satelitales, en particular, por errores de manejo causados por la transmisión de señales de satélite a través de la atmósfera. El fundamento radica en el hecho de que los errores producidos por el sistema GPS afectan por igual (o de forma muy similar) a los receptores situados próximos entre sí y que los errores están fuertemente correlacionados en los receptores próximos.

## Operación
Las principales técnicas DGPS se pueden dividir en dos tipos: en el dominio de la posición y en el dominio de la pseudodistancia. En ambos casos, se calcula la diferencia entre las señales obtenidas por el receptor del usuario y un conjunto de receptores con coordenadas conocidas: a partir de esta diferencia se corrigen las señales del receptor del usuario. La corrección se basa en el principio de que dos receptores cercanos tienen errores altamente correlacionados que se pueden cancelar para corregir los datos del receptor del usuario. No existe una definición formal de qué tan cerca debe estar un receptor de una estación de referencia: el Plan Federal de Radionavegación de EE. UU. cita un error de 0,67 m por cada 100 km, pero otras mediciones sugieren una degradación de solo 0,22 m por 100 km.
Los usuarios pueden configurar estaciones de referencia para actividades locales; pero están disponibles actualmente  redes privadas y gubernamentales de estaciones de referencia para su uso en actividades de alto rendimiento. Las principales redes en los países de habla hispana son:
- en Uruguay, Red Geodésica Nacional Activa de Uruguay (REGNA-ROU).

### Corrección de dominio de posición
Este tipo de corrección utiliza una estación de referencia con una posición previa bien conocida. Esta estación obtiene datos de los satélites y calcula una nueva posición, que se compara con su posición previamente conocida. La diferencia entre las dos posiciones se transmite al receptor del usuario, que la utiliza para corregir su propio cálculo de posición.

### Corrección en el dominio de la pseudodistancia
Este tipo de corrección consiste en obtener la diferencia entre las pseudodistancias obtenidas entre la estación de referencia y el receptor del usuario, aplicando estas diferencias para que el receptor recalcule sus propias pseudodistancias.